# Моя мама — оборотень
«Моя мама — оборотень» (англ. My Mom's a Werewolf) — кинофильм.

## Сюжет
Главная героиня — скучающая домохозяйка — очень страдает от недостатка внимания со стороны окружающих, и муж и дочь по большей части игнорируют её. Но вдруг она знакомится с владельцем зоомагазина, и тут-то всё и начинается! Владелец оказывается оборотнем, и воспылав к домохозяйке любовными чувствами, он хочет начать с ней серьёзные отношения. И во время одной из встреч он ласково кусает её за палец на ноге, и она тоже становится оборотнем. Вскоре дочь замечает, что у мамы появились клыки и она начала покрываться шерстью, и начинает вести решительную борьбу с этим «чудовищем».

## В ролях
- Сьюзан Блэйкли — Лесли Шейбер
- Джон Сэксон — Гарри Тропен
- Катрина Кэспари — Дженнифер Шейбер
- Джон Шак — Говард Шейбер
- Дайана Берроуз — Стейси Пуба

## Съёмочная группа
- Режиссёр: Майкл Фиша
- Продюсеры: Брайан Дж. Смит, Мэрлин Джейкобс Тенсер, Стивен Дж. Вульф
- Сценарист: Марк Пирро
- Композитор: Дэна Уолден
- Оператор: Брайан Инглэнд